# Clarisse Ebrottie Nda
Clarisse Ebrottie Nda (10 de junio de 1984) es una deportista marfileña que compitió en judo. Ganó una medalla de bronce en el Campeonato Africano de Judo de 2006 en la categoría de –52 kg.

## Palmarés internacional
| Campeonato Africano | Campeonato Africano     | Campeonato Africano | Campeonato Africano |
| Año                 | Lugar                   | Medalla             | Categoría           |
| ------------------- | ----------------------- | ------------------- | ------------------- |
| 2006                | Puerto Louis (Mauricio) | Medalla de bronce   | –52 kg              |